# اچ‌ام‌اس هالشم (ام۲۶۳۳)
اچ‌ام‌اس هالشم (ام۲۶۳۳) (به انگلیسی: HMS Halsham (M2633)) یک کشتی بود که طول آن ۱۰۰ فوت (۳۰ متر) بود. این کشتی در سال ۱۹۵۳ ساخته شد.